# Archelaos (Archon)
Archelaos (Ἀρχέλαος) war ein antiker griechischer Politiker und athenischer Archon eponymos wohl im Jahr 211/210 v. Chr.
Das Archontat des Archelaos ist durch zwei Inschriften belegt, die im Bereich der Athener Agora am Nordabhang der Akropolis gefunden wurden. Bei der einen Inschrift handelt es sich um ein Ehren-Dekret für die Prytanen der Leontis. Niedergeschrieben hat den Beschluss Moschos, Sohn des Moschion, aus dem Demos Ankyle als Sekretär der Prytanie Aiantis. In einer zweiten Inschrift wird während seines Archontats beschlossen, dass die bereits zuvor bewilligte Ehrenstatue für Eumaridas aus Kydonia im Heiligtum des
Demos und der Chariten aufgestellt werden solle. Der aus Kreta stammende Eumaridas hatte sich um die Freilassung verschleppter Athener verdient gemacht und sich für Athen bei den kretischen Städten eingesetzt. Das erwähnte Heiligtum des Demos und der Chariten wurde nach der Befreiung Athens von makedonischer Kontrolle im Jahr 229 v. Chr. eingerichtet.
Die Einordnung des Archelaos in die bekannten Archontenlisten des späteren 3. Jahrhunderts v. Chr. schwankte zwischen 222/221 und 205/204 v. Chr., stand aber lange Zeit mehr oder minder gesichert für das Jahr 212/211 v. Chr. fest. William Kendrick Pritchett und Benjamin Dean Meritt hingegen datierten das Archontat in das Jahr 222/221 v. Chr. und Forscher wie William Bell Dinsmoor folgten diesem Ansatz. Christian Habicht kehrte zur Datierung 212/211 v. Chr. zurück. Mittlerweile wird verbreitet eine Datierung in das Jahr 211/210 v. Chr. vertreten, die Michael Osborne 2008 vorschlug.